# Praktnålskinn
Praktnålskinn (Tubulicrinis regificus) är en svampart som först beskrevs av H.S. Jacks. & Dearden, och fick sitt nu gällande namn av Donk 1956. Praktnålskinn ingår i släktet stiftskinn och familjen Tubulicrinaceae.  Arten är reproducerande i Sverige. Inga underarter finns listade i Catalogue of Life.